# 崔哲雄
崔哲雄（최철웅，1936年2月29日—1983年10月10日），北韓政治家，官至宣傳鼓動部副部長及朝鮮勞動黨中央委員會副部長。

## 生平
崔哲雄出生於慈江道，並在平壤文學大學畢業。在完成學業後，在朝鮮人民軍當炮兵。隨後，他加入黨中央委員會，並從指導員逐步晉升為副部長。1979年，他被委任為宣傳鼓動部副部長。1983年10月10日，崔哲雄離世，後被安葬在愛國烈士陵。

## 資料來源
1. 1 2 3 4 5  .   [2014-02-17]. （原始内容存档于2015-09-23）.